# بين ستيفنز
بين ستيفنز (27 نوفمبر 1917 - 6 أبريل 1966 في الولايات المتحدة) (بالإنجليزية: Ben Stephens)‏ هو لاعب كرة سلة أمريكي في مركز مدافع مسدد الهدف. لعب مع Akron Goodyear Wingfoots ‏.

## وصلات خارجية
- بين ستيفنز على موقع سبورتس رفرنس (الإنجليزية)